# Епархия Банжула
 Епархия Банжула (лат. Dioecesis Baniulensis) — епархия Римско-Католической Церкви c центром в городе Банжул, Гамбия. Епархия Нукшота непосредственно подчиняется Святому Престолу.

## История
6 мая 1931 года Римский папа Пий XI выпустил бреве «Noster Africae», которой учредил миссию Sui iuris, выделив её из Апостольской префектуры Сенегала (сегодня — епархия Сен-Луи).
8 марта 1951 года миссия Sui iuris была преобразована в Апостольскую префектуру, которая 27 июня 1957 года буллой Римского папы Пия XII была преобразована в епархию Батерста. 9 мая 1974 года в связи с переименованием столицы Гамбии епархия была переименована в епархию Банжула.

## Ординарии
- священник Giovanni Meehan (16.10.1931 — 1946) — администратор миссии Sui iuris;
- священник Matteo Farrelly (7.06.1946 — 1951) — администратор миссии Sui iuris;
- епископ Michael Joseph Moloney (1951 — 14.11.1980) — ординарий Апостольской префектуры и епархии;
- епископ Michael J. Cleary (24.01.1981 — 25.02.2006) — ординарий епархии;
- епископ Robert Patrick Ellison (25.02.2006 — 2017) — ординарий епархии;
- епископ Gabriel Mendy (с 2017 — по настоящее время) — ординарий епархии.

## Источник
- Annuario Pontificio, Libreria Editrice Vaticana, Città del Vaticano, 2003, ISBN 88-209-7422-3
- Бреве Noster Africae, AAS 24 (1932), стр. 44  (лат.)
- Булла Qui regimen, AAS 50 (1958), стр. 105  (лат.)